# هجره (روستا)
 هجره  به عربی ( (به عربی: هَجرَة)  )  روستایی است  در عزلهٔ غرب (جبل حراز)، در مسافی ۲۴ کیلومتر شمال تعز، از توابع استان [[تعز (استان)|(به عربی: تَعِز)]]  در کشور یمن در شبه جزیره عربستان است.  
جمعیت آن  ۱۵۴    نفر (۱۱  خانوار) می‌باشد.